# 아우구스투프

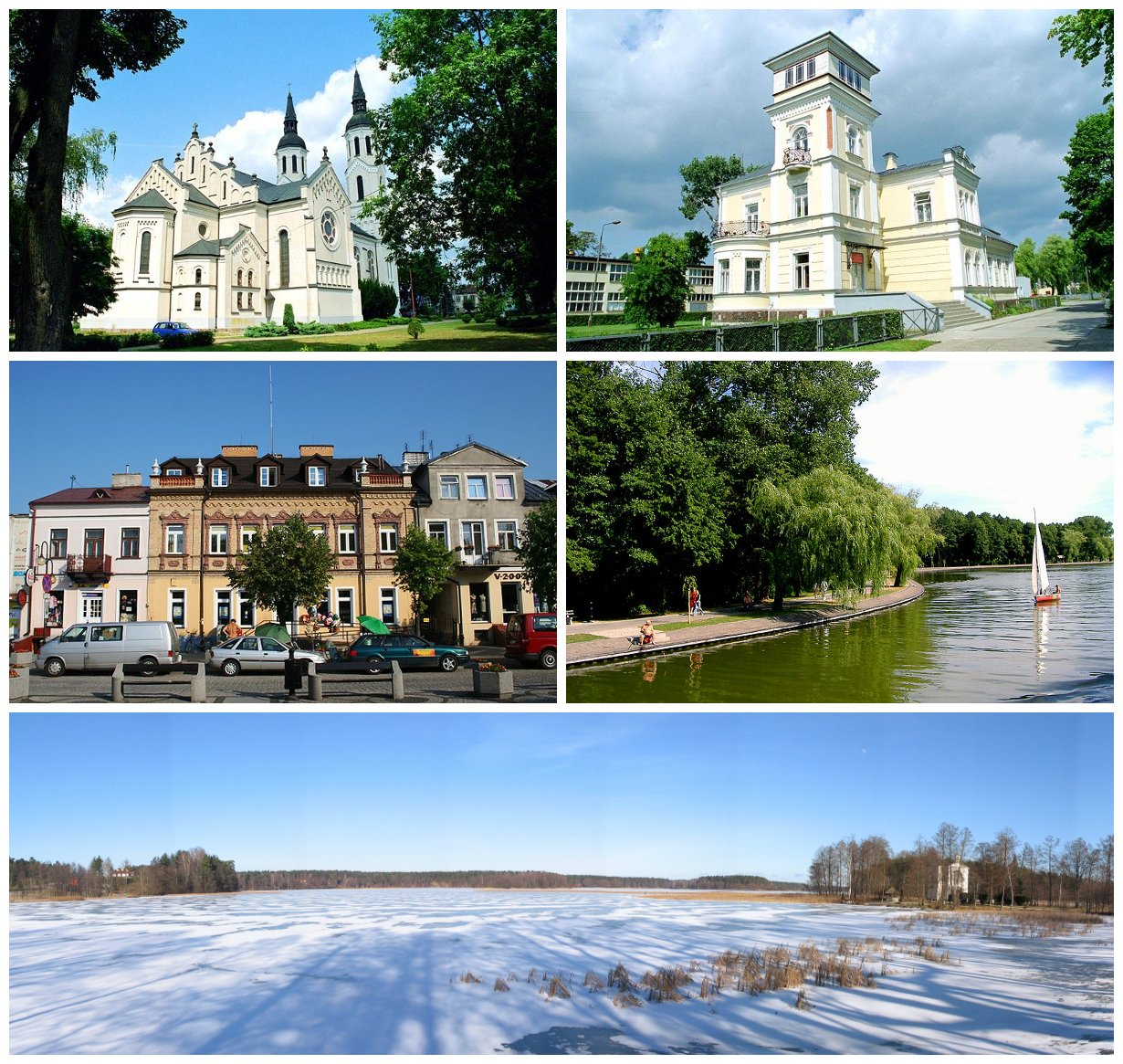
아우구스투프

아우구스투프(폴란드어: Augustów)는 폴란드 북동부 포들라스키에주에 위치한 도시로 면적은 80.93km2, 인구는 30,802명(2011년 기준)이다.

시 문장

## 역사
1496년에 처음으로 등장했으며 1557년 지그문트 2세(지그문트 2세 아우구스트)에 의해 도시 지위를 부여받았다. 아우구스투프라는 이름은 여기서 유래된 이름이다. 1569년까지는 리투아니아 대공국의 지배를 받았지만 루블린 연합에 따라 폴란드 왕국의 지배를 받았다. 1656년에는 타타르족의 침공으로 인해 파괴되었고 17세기 후반에는 전염병이 유행했다.
1795년에는 프로이센에 합병되었으며 1807년에는 바르샤바 공국, 1815년에는 폴란드 입헌왕국, 1860년대에는 러시아 제국의 지배를 받았다. 1899년에는 비스와강과 네만강을 연결하는 운하와 철도가 들어섰다. 1970년에는 휴양지로 개발되었고 1973년에는 인근에 있는 마을이 편입되었다.